# ملعب أمادو جون كوليبالي
ملعب أمادو جون كوليبالي هو ملعب كرة قدم قيد الإنشاء يقع في مدينة كورهوغو، ساحل العاج.سيستوعب الملعب 20 ألف مشجع. بدأ بناء الملعب في سبتمبر 2018. ومن المتوقع أن يستضيف بعض مباريات كأس الأمم الأفريقية 2023.